# Monument aux morts australien du mont Saint-Quentin
Le monument aux morts australien du mont Saint-Quentin ou plus exactement Monument à la 2e Division australienne, situé sur le mont Saint-Quentin sur la route de Bapaume à Péronne (Somme) dans la région Hauts-de-France, est un mémorial australien de la Première Guerre mondiale. Ce lieu de mémoire de la Grande Guerre est situé sur le Circuit du Souvenir.

## Histoire du monument

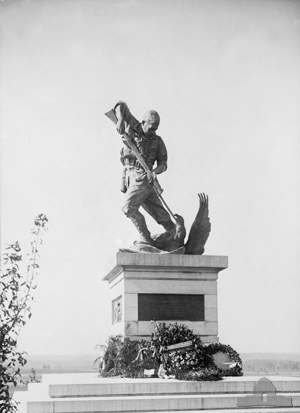
Sculpture de Charles Web Gilbert
(monument détruit en 1940)

Les 31 août et 1er septembre 1918, d’importants combats se sont déroulés au Mont-St-Quentin. Début septembre 1918, les troupes australiennes de la 2e Division, sous le commandement du Général Sir John Monash, ont enfin pu entrer dans Péronne par le Mont Saint-Quentin et libérer la ville occupée par les Allemands. La Bataille du mont Saint-Quentin et la prise de Péronne ont toujours été considérées comme l’un des plus grands exploits des Forces armées impériales australiennes (AIF).
Ce monument a été érigé en l'honneur des morts de la 2e division australienne tombés lors de la bataille du mont Saint-Quentin. C'est le seul des cinq monuments commémoratifs de la division australienne dû à l'initiative des soldats de la division. Il a été inauguré le 30 août 1925 par le maréchal Foch,,. Le monument était composé d'un socle sur lequel des bas-reliefs en bronze représentaient des soldats au combat, au-dessus, une sculpture représentait un soldat australien plantant sa baïonnette dans un aigle allemand. Les bas-reliefs étaient l’œuvre de May Butler-George et la statue de Charles Web Gilbert (en), tous deux artistes australiens.
Cependant, en 1940, les soldats allemands démontèrent la statue et l'envoyèrent à la fonte en Allemagne. Pour la remplacer, a été érigée en 1971, la statue d'un digger, œuvre de Stanley Hammond, sculpteur australien.

## Caractéristiques
Ce monument porte la dédicace : 

« Aux officiers, aux sous-officiers et aux hommes de la Deuxième Division australienne qui combattirent en France et en Belgique pendant la Grande Guerre, 1916, 1917 et 1918. »

Le mémorial de la 2e division est différent des autres monuments commémoratifs australiens de la Grande Guerre. Au lieu d'un obélisque, comme les quatre autres monuments de la division des forces armées australiennes (Pozières, Sailly-le-Sec, Bellenglise, Zonnebeke), le mémorial d'origine qui a été dévoilé en 1925 était une statue d'un soldat australien à la baïonnette, un aigle allemand étendu à ses pieds. Cette statue a été retirée et fondue par les Allemands pendant la Seconde Guerre mondiale. Il ne restait plus que le socle en pierre.
Une nouvelle statue représentant un soldat australien en armes, debout, regardant vers le sol, pensif, a été érigée en 1971. Sur le monument sont inscrits les faits d'armes de la 2e Division australienne.

## Aménagement du site
En 2008, d’importants restes de tranchées allemandes ont été identifiés au Mont Saint-Quentin. Le gouvernement australien a décidé d’intégrer ce lieu d’histoire dans l’Australian Remembrance Trail (chemin de mémoire australien) qui relie, sur le front de l’Ouest Villers-Bretonneux (Somme) à Fromelles (Nord).
Dans le cadre d'un partenariat entre le gouvernement australien et l'Historial de la Grande Guerre de Péronne, un projet de valorisation et d'aménagement du Mont Saint-Quentin, site de la Première Guerre mondiale encore jamais mis au jour, a été mis en œuvre en 2011, pour le faire connaître du grand public.
Les fouilles archéologiques des tranchées de 1914-1918 constituent la première phase du projet. Une équipe d’archéologues du Centre of Battlefield Archeology de l’Université de Glasgow (Écosse), sous la direction de Tony Pollard et Iain Banks, a effectué l’étude topographique du site. Les fouilles majeures ont eu lieu en 2012. Ces travaux vont permettre de mieux cerner le déroulement de la bataille et d'interpréter ce site qui fut occupé par l’armée allemande pendant une grande partie de la guerre.
La fin des travaux d'aménagement était prévue pour 2013.